# Георг II фон Валдбург-Цайл
Георг II (Йорг) фон Валдбург-Цайл (на немски: Georg II (Jörg), Truchsess von Waldburg-Zeil und Waldsee; * ок. 1428, Валдзее, Вюртемберг; † 10 март 1482) е „трушсес“ на Валдбург-Цайл-Волфег/Валдзее.

## Произход
Той е син на трушсес Георг I фон Валдбург-Цайл († 1467), наричан „Рицарът с хубавата коса“ или „Железния мъж“, и съпругата му Ева фон Бикенбах († 1481), дъщеря на Конрад VI фон Бикенбах, бургграф на Милтенберг († 1429) и Юта фон Рункел († 1418). Внук е на трушсес Йохан II фон Валдбург-Траухбург († 1424). Сестра му Урсула се омъжва за Беро II фон Рехберг († 1469) и след това за фрайхер Стефан фон Швангау.
Баща му Георг I основава „Георгийската линия“, която през 1595 г. се разделя на линиите „Цайл“ (днес съществуваща като „Валбург цу Цайл и Траухбург“) и „Волфег“ (днес като „Валдбург-Волфег-Валдзее“).

## Фамилия
Георг II фон Валдбург-Цайл-Валдзее се жени на 5 август 1451 г. във Вуленщетен, Бавария, за графиня Анна фон Кирхберг (* ок. 1436; † 10 март 1484), дъщеря на граф Конрад VIII фон Кирхберг († 1470) и графиня Анна фон Фюрстенберг-Баар († 1481). Те имат две деца:
- Йохан III фон Валдбург-Цайл/II, трушсес на Валдбург-Цайл-Волфег (* ок. 1458, Валдзее; † 12 октомври 1511), женен на 20 октомври 1484 г. в Хехинген за графиня Хелена фон Хоенцолерн (* ок. 1462; † 11 ноември 1514), дъщеря на граф Йобст Николаус I фон Хоенцолерн (1433 – 1488) и графиня Агнес фон Верденберг-Хайлигенберг (1434 – 1467)
- Анна фон Валдбург († 26 март 1507, Валдзее), омъжена ок. 1480 г. за Волфганг I фон Йотинген „Красивия“ (* 16 май 1455; † 29 януари 1522)